# Classe Conte di Cavour
A Classe Conte di Cavour foi uma classe de navios couraçados operada pela Marinha Real Italiana, composta pelo Conte di Cavour, Giulio Cesare e Leonardo da Vinci. As embarcações foram encomendadas em uma resposta à Classe Courbet, da Marinha Nacional Francesa, e as construções dos três couraçados começaram entre agosto e julho de 1910 nos estaleiros de La Spezia, Ansaldo e Odero, respectivamente, sendo lançados ao mar logo no ano seguinte. Atrasos nas obras de todos os navios fizeram com que o Giulio Cesare e  o Leonardo da Vinci entrassem em serviço na frota italiana apenas em maio de 1914, enquanto o Conte di Cavour foi comissionado somente em abril de 1915.
Os três navios iniciaram suas carreiras pouco antes da Itália ter entrado na Primeira Guerra Mundial, porém nunca enfrentaram inimigos e passaram pouquíssimo tempo no mar. O Leonardo da Vinci afundou em agosto de 1916 no porto de Tarento depois de uma explosão interna. Ele foi reflutuado depois do fim da guerra, mas desmontado em 1923. Por sua vez, o Conte di Cavour e o Giulio Cesare tiveram carreiras pouco movimentadas na década de 1920, mas ambos passaram por enormes reformas e modernizações em meados da década de 1930. As embarcações receberam uma bateria principal mais poderosa, tiveram seus maquinários substituídos e sua superestrutura reconstruída.
Os dois atuaram na Segunda Guerra Mundial. Ambos estavam presentes na Batalha da Calábria em julho de 1940 e depois foram alvos de ataques aéreos britânicos em novembro, quando o Conte di Cavour foi torpedeado. Ele ficou encalhado e seus reparos não foram finalizados antes da rendição italiana em setembro de 1943. O Giulio Cesare enquanto isso escoltou diversos comboios e participou de batalhas contra os britânicos. Ele escapou para Malta em 1943 depois da rendição italiana e foi entregue a União Soviética em 1949, sendo renomeado para Novorossiysk, porém afundou em 1955 depois de bater em uma mina, enquanto o Conte di Cavour fora desmontado em 1946.

## Desenvolvimento
A Classe Conte di Cavour foi projetada pelo engenheiro contra-almirante Edoardo Masdea, o Construtor Chefe da Marinha Real Italiana. A classe foi encomendada em resposta à Classe Courbet, da Marinha Nacional Francesa. A intenção era que os novos couraçados fossem superiores aos navios franceses e remediassem as falhas de seu predecessor Dante Alighieri, que a Marinha Real considerava ser pouco protegido e com armamento fraco. Melhorar a blindagem e armamentos mantendo um deslocamento semelhante levaria a uma diminuição da velocidade máxima, assim as novas embarcações não foram projetadas para alcançarem a mesma velocidade de 23 nós (43 quilômetros por hora). A Classe Conte di Cavour mesmo assim teria 1,5 a dois nós (2,8 a 3,7 quilômetros por hora) de vantagem sobre a maioria dos couraçados de outros países. A maioria dos navios estrangeiros estavam sendo construídos com canhões de 340 milímetros, porém a Marinha Real não tinha a capacidade de construir armas tão grandes, assim ela foi forçada a usar canhões de 305 milímetros. Um canhão a mais foi adicionado para suprir essa deficiência.
Pelo fato dos couraçados italianos terem demorado muito tempo para serem finalizados, outros países foram capazes de construir navios superiores em termos de blindagem e armamentos, exceto os franceses. As obras foram adiadas pelo atraso na entrega dos canhões de 305 milímetros e das placas de blindagem, além da escassez de trabalhadores. A Guerra Ítalo-Turca de 1911–12 desviou trabalhadores dos estaleiros para reparos e manutenção das embarcações participando do conflito. Os italianos importaram níquel bruto dos Estados Unidos e Reino Unido para usarem em sua blindagem e os processaram em um equivalente do aço cimentado Krupp, chamado de Terni, porém havia problemas no processo e placas adequadas demoravam mais para serem produzidas do que originalmente planejado.

## Projeto

### Original

#### Características

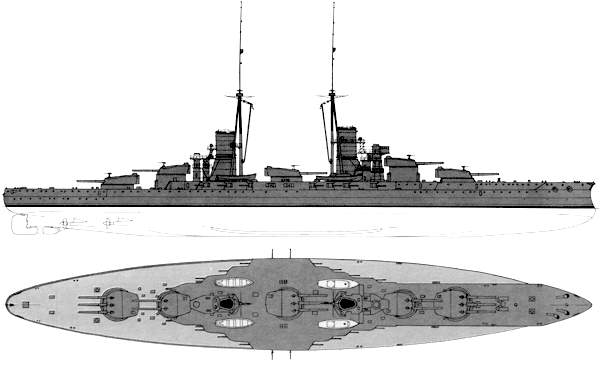
Desenho da Classe Conte di Cavour em sua configuração original

A Classe Conte di Cavour tinha 168,9 metros de comprimento da linha de flutuação e 176 metros de comprimento de fora a fora. Suas bocas era de 28 metros e o calados de 9,3 metros. O deslocamento normal era de 23 458 toneladas e o deslocamento carregado chegava a 25 489 toneladas. Os navios tinham um fundo duplo completo e seus cascos eram subdivididos por 23 anteparas longitudinais e transversais. Eram equipados com dois lemes na linha central. A tripulação era composta por 31 oficiais e 969 marinheiros.

#### Propulsão
As embarcações foram equipadas com três conjuntos de turbinas a vapor Parsons arranjadas em três salas de máquinas. A sala central abrigava uma turbina que girava as duas hélices internas, sendo flanqueada de cada lado por outras duas salas, cada uma abrigando um turbina que giravam as hélices externas. A vapor das turbinas provinha de vinte caldeiras Blechynden no caso do Conte di Cavour e Leonardo da Vinci, oito das quais queimavam óleo combustível e as restantes uma mistura de óleo e carvão. O Giulio Cesare foi equipado com 24 caldeiras Babcock & Wilcox, doze de cada tipo. Os couraçados foram projetados para chegarem a uma velocidade máxima de 22,5 nós (41,7 quilômetros por hora), porém nenhum alcançou esse objetivo durante seus testes marítimos, mesmo superando a potência projetada das turbinas. Eles ficaram apenas entre 21,56 a 22,2 nós (39,93 a 41,11 quilômetros por hora) a partir de 30,7 a 21,8 cavalos-vapor (22,6 a 24,1 mil quilowatts) de potência. Os couraçados podiam carregar 1,4t mil toneladas de carvão e 860 toneladas de óleo combustível, o que dava uma autonomia de 4,8 mil milhas náuticas (8,9 mil quilômetros) a dez nós (dezenove quilômetros por hora), ou mil milhas náuticas (1,9 mil quilômetros) a 22 nós (41 quilômetros por hora). Cada navio também era equipado com três turbo-geradores que proporcionavam 150 quilowatts a 110 volts.

#### Armamento

Arranjo da bateria principal da Classe Conte di Cavour

A bateria principal dos couraçados da Classe Conte di Cavour originalmente era formada por treze canhões Modello 1909 calibre 46 de 305 milímetros, projetados pelas empresas britânicas Armstrong Whitworth e Vickers, montadas em cinco torres de artilharia. Todas as torres ficavam na linha central das embarcações, com uma torre dupla sobreposta a uma torre tripla tanto na proa quanto na popa, enquanto uma única torre tripla ficava à meia-nau; eles eram designadas "A", "B", "Q", "X" e "Y" a partir da proa. Esse número de canhões era apenas um a menos que o britânico HMS Agincourt, que tinha catorze canhões de 305 milímetros em sete torres de artilharia duplas. As armas podiam abaixar até cinco graus negativos e elevar até vinte graus, com cada canhão tendo a sua disposição até cem projéteis, porém os navios costumavam carregar setenta projéteis por canhão. As fontes divergem sobre a performance dessas armas: o historiador naval Giorgio Giorgerini afirmou que elas disparavam projéteis perfurantes de 452 quilogramas a uma cadência de tiro de um disparo por minuto, com velocidade de saída de 840 metros por segundo e alcance máximo de 24 quilômetros, porém o historiador Normam Friedman afirmou que disparavam projéteis que ficavam entre 416,92 e 452,32 quilogramas e tinham uma velocidade de saída de 861 metros por segundo. As torres giravam e elevavam hidraulicamente com um sistema elétrico auxiliar.
O armamento secundário consistia em dezoito canhões calibre 50 de 120 milímetros, também projetados pela Armstrong Whitworth e Vickers, montados em casamatas nas laterais do casco. Essas armas podiam abaixar até dez graus negativos e subir até quinze graus, com sua cadência de tiro sendo de seis disparos por minuto. Elas podiam disparar projéteis altamente explosivos de 22,1 quilogramas a uma velocidade de saída de 850 metros por segundo e alcance máximo de onze quilômetros. Cada embarcação carregava 3,6 mil projéteis desse tipo. Também haviam catorze canhões calibre 50 de 76 milímetros para defesa contra barcos torpedeiros; essas armas podiam ser montadas em trinta posições diferentes, incluindo no castelo da proa, conveses superiores e em cima das torres de artilharia. Esses canhões tinham a mesma elevação que a bateria secundária, enquanto a cadência de tiro era acima de dez disparos por minuto. Eles disparavam projéteis perfurantes de seis quilogramas a uma velocidade de saída de 815 metros por segundo para alcance máximo de 9,1 quilômetros. Por fim, cada couraçado foi equipado com três tubos de torpedo submersos de 450 milímetros, um em cada lado e outro na popa.

#### Blindagem
O cinturão de blindagem ficava na linha d'água e tinha 2,8 metros de altura; 1,6 metro estava submerso abaixo da linha d'água e 1,2 metro acima. Ele tinha uma espessura máxima de 250 milímetros à meia-nau, que reduzia-se para 130 milímetros em direção da popa e oitenta milímetros em direção da proa. A extremidade inferior do cinturão tinha uma espessura uniforme de 170 milímetros. Acima do cinturão principal estava uma linha de placas de blindagem com 220 milímetros de espessura que estendia-se 2,3 metros até a extremidade inferior do convés principal. Acima desta estava outra linha de placas, com 130 milímetros de espessura, de 138 metros de comprimento que começava na proa e ia até a penúltima torre de artilharia. A linha de placas superior protegia as casamatas e tinha 110 milímetros de espessura. Os couraçados possuíam dois conveses blindados: o principal tinha 24 milímetros de espessura em duas camadas retas que aumentavam para quarenta milímetros nas extremidades que se conectavam com o cinturão principal. O segundo convés tinha trinta milímetros, também em duas camadas. Anteparas transversais na proa e na popa conectavam o cinturão aos conveses.
As torres de artilharia tinham blindagens frontais de 280 milímetros de espessura, laterais de 240 milímetros e tetos e traseiras de 85 milímetros. Suas barbetas tinham 230 milímetros de espessura acima do convés do castelo da proa, 180 milímetros entre o castelo da proa e os conveses superiores e 130 milímetros abaixo disso. A torre de comando dianteira tinha paredes de 280 milímetros de espessura, enquanto aquelas da torre traseira tinham 180 milímetros. O peso total da blindagem era de 5 230 toneladas, aproximadamente 25 por cento do deslocamento projetado dos navios. O peso de todo o sistema de proteção era de 6 220 toneladas, 30,2 por cento do deslocamento.

### Modificações

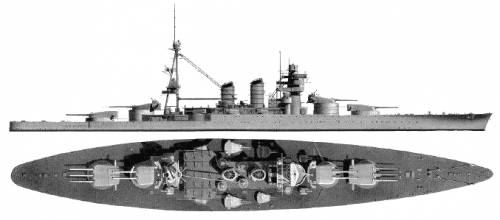
Desenho da Classe Conte di Cavour em sua configuração pós-modernização

Um dos canhões de 76 milímetros foi removido depois da Primeira Guerra Mundial e os restantes foram instalados no topo das torres de artilharia, enquanto seis novos canhões antiaéreos calibre 40 de 76 milímetros foram instalados nas laterais da chaminé traseira. Além disso, dois canhões antiaéreos de 40 milímetros foram montados no castelo da proa atrás da torre "B". O mastro dianteiro foi substituído por um tetrapodal em 1925–26, que foi colocado na frente da chaminé. Os telêmetros foram aprimorados e os navios equipados para lidar com hidroaviões Macchi M.18 montados na torre de artilharia central. Por volta da mesma época, o Conte di Cavour recebeu uma catapulta de aeronaves a bombordo do castelo da proa. As fontes discordam se o Giulio Cesare também recebeu uma: Giorgerini afirmou que ambos foram equipados, porém os historiadores Michael J. Whitley, Ermino Bagnasco, Mark Grossman, Franco Bardoni e Franco Gay falam que apenas o Conte di Cavour recebeu o equipamento.
O couraçados iniciaram em outubro de 1933 um enorme processo de reconstrução dirigido pelo tenente-general Francesco Rotundi. Os trabalhos duraram até junho de 1937 para o Conte di Cavour e outubro para o Giulio Cesare. Uma nova proa foi construída sobre a antiga, o que aumentou o comprimento de fora a fora em 10,31 metros, ficando em 186,4 metros, enquanto a boca aumentou para 28,6 metros. O calado cresceu para 10,02 metros no Conte di Cavour e 10,42 metros no Giulio Cesare. Todas as mudanças aumentaram o deslocamento normal para 26 560 toneladas e o deslocamento carregado para 29,6 mil toneladas. A tripulação passou a ser 1 260 oficiais e marinheiros. A superestrutura foi reconstruída e apenas quarenta por cento da original permaneceu. Duas hélices foram removidas e as turbinas foram substituídas por dois modelos Belluzo de 75 mil cavalos-vapor (55,2 mil quilowatts) de potência. As caldeiras foram substituídas por oito modelos de superaquecimento Yarrow que funcionavam a 22 atmosferas. O Giulio Cesare, durante testes marítimos realizados em dezembro de 1936, antes do fim da reconstrução, conseguiu chegar a uma velocidade de 28,24 nós (52,3 quilômetros por hora) a 93 430 cavalos-vapor (68,7 mil quilowatts). Sua velocidade máxima em serviço era de 27 nós (cinquenta quilômetros por hora). As embarcações carregavam entre 2 590 e 2 645 toneladas de óleo combustível, o que dava uma autonomia de 6,4 mil milhas náuticas (11,9 mil quilômetros) a uma velocidade de treze nós (24 quilômetros por hora).

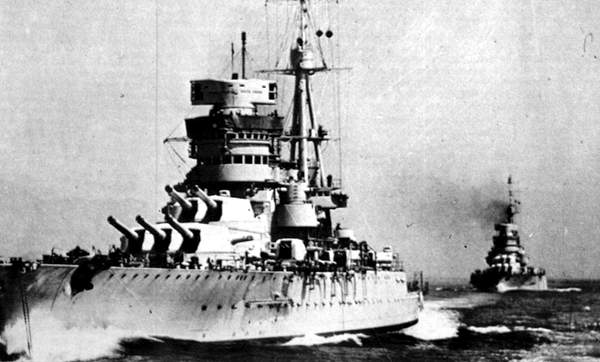
O Giulio Cesare e o Conte di Cavour depois de suas modernizações

A torre de artilharia central foi removida e todos os armamentos secundários e antiaéreos foram substituídos por doze canhões O.T.O. Modello 1933 calibre 50 de 120 milímetros em seis torres duplas e oito canhões antiaéreos O.T.O. Modello 1928 de 102 milímetros. Os couraçados também receberam doze canhões antiaéreos Breda calibre 54 de 37 milímetros em seis montagens duplas e doze metralhadoras Breda Modello 1931 de 13,2 milímetros também em montagens duplas. Os canhões principais de 305 milímetros foram alargados para 320 milímetros e as torres modificadas para funcionarem a energia elétrica, com o ângulo de recarregamento sendo doze graus e a elevação máxima aumentada para 27 graus. Os novos projéteis pesavam 525 quilogramas e tinha um alcance máximo de 28,6 quilômetros a uma velocidade de saída de 830 metros por segundo. As metralhadoras foram substituídas em 1940 por canhões antiaéreos Breda Modello 1935 calibre 65 de 20 milímetros em montagens duplas. O Giulio Cesare recebeu em 1941 quatro destas armas a mais, além de outros quatro canhões de 37 milímetros em montagens duplas no castelo da proa, entre as duas torres de artilharia. O mastro tetrapodal dianteiro foi substituído por uma nova torre de comando protegida por uma blindagem de 260 milímetros de espessura. Acima ficava o diretório de controle de disparo, que era equipado com dois telêmetros e tinha uma base de 7,2 metros de largura.
A blindagem do convés foi reforçada e passou a ter 135 milímetros de espessura sobre as salas de máquinas e 166 milímetros sobre os depósitos de munição, porém isto era distribuído por três conveses, cada um com várias camadas, significando que era bem menos eficiente do que uma única placa da mesma espessura. A blindagem das barbetas foi reforçada com placas de cinquenta milímetros. Toda a blindagem pesava 3 780 toneladas. A proteção subaquática foi substituída pelo Sistema Pugliese, que consistia em um cilindro cercado por líquido que tinha a intenção de absorver a explosão de um torpedo. Ele não tinha profundidade suficiente para ser totalmente eficiente contra torpedos modernos. Um problema causado pela reconstrução foi que o calado maior deixou o cinturão de blindagem quase totalmente submergido em qualquer carregamento.

## Navios
| Navio             | Construtor            | Homônimo          | Batimento            | Lançamento            | Finalização         | Destino                           |
| ----------------- | --------------------- | ----------------- | -------------------- | --------------------- | ------------------- | --------------------------------- |
| Conte di Cavour   | Arsenal de La Spezia  | O Conde de Cavour | 10 de agosto de 1910 | 10 de agosto de 1911  | 1º de abril de 1915 | Desmontado                        |
| Giulio Cesare     | Gio. Ansaldo & C.     | Júlio César       | 14 de junho de 1910  | 15 de outubro de 1911 | 14 de maio de 1914  | Afundado em 29 de outubro de 1955 |
| Leonardo da Vinci | Cantieri navali Odero | Leonardo da Vinci | 18 de julho de 1910  | 14 de outubro de 1911 | 17 de maio de 1914  | Desmontado                        |

## História

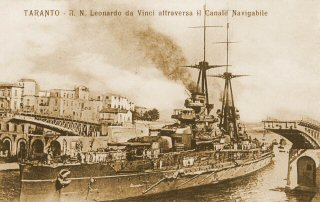
O Leonardo da Vinci em Tarento

O Conte di Cavour e o Giulio Cesare atuaram como capitânia no sul do Mar Adriático durante a Primeira Guerra Mundial, porém não entrarem em combate e passaram pouco tempo no mar. O Leonardo da Vinci também foi pouco usado e emborcou e afundou no porto de Tarento na noite de 2 para 3 de agosto de 1916 depois de uma explosão em seu depósito de munição. Vinte e um oficiais e 227 marinheiros morreram. Os italianos culparam a explosão em sabotadores austro-húngaros, porém é mais provável que a causa tenha sido propelente instável. A embarcação foi reflutuada em 17 de setembro de 1919 e endireitada em 24 de janeiro de 1921. A Marinha Real planejou modernizar o navio ao substituir a torre de artilharia central por seis canhões antiaéreos de 102 milímetros, porém ela não tinha o dinheiro necessário e o couraçado foi vendido para desmontagem em 22 de março de 1923.
O Conte di Cavour foi para a América do Norte em 1919 e visitou os Estados Unidos e Canadá, enquanto o Giulio Cesare navegou pelo Levante em 1919 e 1920. O Conte di Cavour ficou inativo durante a maior parte de 1921 por escassez de pessoal e depois passou por reformas em La Spezia entre novembro e março de 1922. Os dois deram apoio para operações no Incidente de Corfu em 1923, quando um general italiano e sua equipe foram assassinados na fronteira greco-albanesa; o ditador Benito Mussolini não tinha ficado satisfeito com a resposta do governo grego, assim ordenou que tropas italianas invadissem Corfu. O Conte di Cavour bombardeou a ilha com seus canhões de 76 milímetros, matando vinte civis e ferindo outros 32.
O rei Vítor Emanuel III e sua esposa, a rainha Helena, realizaram uma visita de estado para a Espanha em 1924, viajando a bordo do Dante Alighieri com o Conte di Cavour como escolta. Este foi colocado na reserva depois de seu retorno, saindo apenas em 1926, quando transportou Mussolini para uma viagem até a Líbia. O couraçado retornou para a reserva entre 1927 e 1933. O Giulio Cesare entrou na reserva em 1926 e tornou-se em 1928 um navio de treinamento de artilharia. Os navios foram reconstruídos entre 1933 e 1937: o Conte di Cavour no Cantieri Riuniti dell'Adriatico em Trieste, enquanto o Giulio Cesare no Cantieri del Tirreno em Sestri Levante. Ambos participaram em maio de 1938 de uma revista naval em Nápoles em homenagem ao ditador alemão Adolf Hitler, já em maio do ano seguinte deram apoio para a invasão italiana da Albânia.

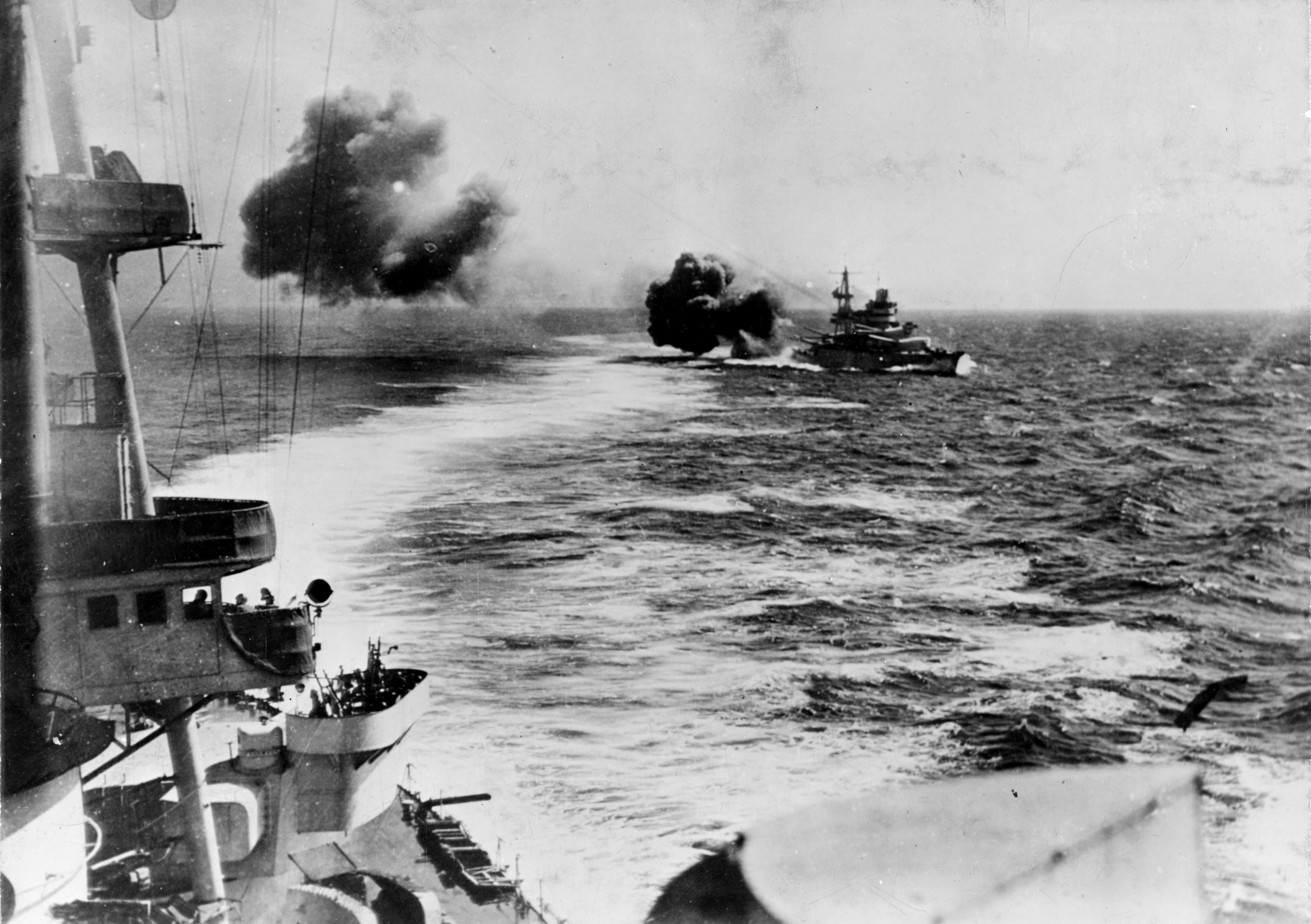
O Conte di Cavour na Batalha da Calábria, visto do Giulio Cesare

Os dois navios envolveram-se na Batalha da Calábria em 9 de julho de 1940, no início da participação italiana na Segunda Guerra Mundial, como parte da 1ª Esquadra, sob o comando do almirante Inigo Campioni, durante a qual enfrentaram elementos da Frota do Mediterrâneo britânica. Estes estavam escoltando um comboio de Malta para Alexandria, enquanto os italianos tinham acabado de escoltar um comboio próprio de de Nápoles para Bengasi. O almirante Andrew Cunningham tentou ficou no caminho dos italianos. Ambas as frotas se avistaram durante a tarde e os couraçados italianos abriram fogo às 15h53min a uma distância de quase 27 quilômetros. Os dois couraçados britânicos, HMS Warspite e HMS Malaya, devolveram os disparos um minuto depois. Projéteis do Giulio Cesare começaram a quase acertar o Warspite depois de três minutos, fazendo com que o navio britânico realizasse uma pequena virada e aumentasse sua velocidade a fim de atrapalhar a mira italiana. Por volta do mesmo momento, um projétil do Warspite acertou o Giulio Cesare a uma distância de 24 quilômetros. O tiro acertou a chaminé traseira e detonou dentro dela, abrindo um buraco de quase 6,1 metros. Fragmentos iniciaram pequenos incêndios e sua fumaça entrou dentro das caldeiras, forçando o desligamento de quatro caldeiras pois seus operadores não conseguiam respirar. A velocidade do couraçado caiu para dezoito nós (33 quilômetros por hora) e Campioni, sem saber a exata seriedade dos danos, ordenou que suas embarcações recuassem e o confronto terminou. Os reparos no Giulio Cesare foram finalizados em agosto e os dois navios tentaram interceptar um novo comboio britânico seguindo para Malta no final de agosto e início de setembro, porém não obtiveram sucesso.
Os dois couraçados estavam atracados no porto de Tarento na noite de 11 para 12 de novembro de 1940 quando foram atacados por 21 torpedeiros Fairey Swordfish do porta-aviões HMS Illustrious. Um torpedo acertou o Conte di Cavour embaixo da segunda torre de artilharia às 23h15min e seu oficial comandante pediu por rebocadores para ajudar a encalhar o navio em um banco de areia próximo. Entretanto, o almirante Bruno Brivonesi vetou o pedido até que fosse tarde de mais, assim o couraçado precisou encalhar em um banco de areia mais profundo, às 4h30min. Seus canhões e partes da superestrutura foram removidos em um esforço para diminuir seu peso e ele foi reflutuado em 9 de junho de 1941. Reparos temporários permitiram que ele chegasse em Trieste. Suas armas voltaram a ficar operacionais em setembro de 1942, porém a substituição de toda sua fiação elétrica demorou mais do que o esperado e o Conte di Cavour ainda estava em consertos quando a Itália se rendeu em setembro do ano seguinte. A Marinha Real planejou substituir sua bateria secundária com doze canhões de duplo-propósito de 135 milímetros, doze canhões de 65 milímetros e 23 canhões antiaéreos de 20 milímetros. Seu casco foi danificado em um ataque aéreo em 23 de fevereiro de 1945 e emborcou. Ele foi reflutuado depois da guerra e enviado para desmontagem em 1946.

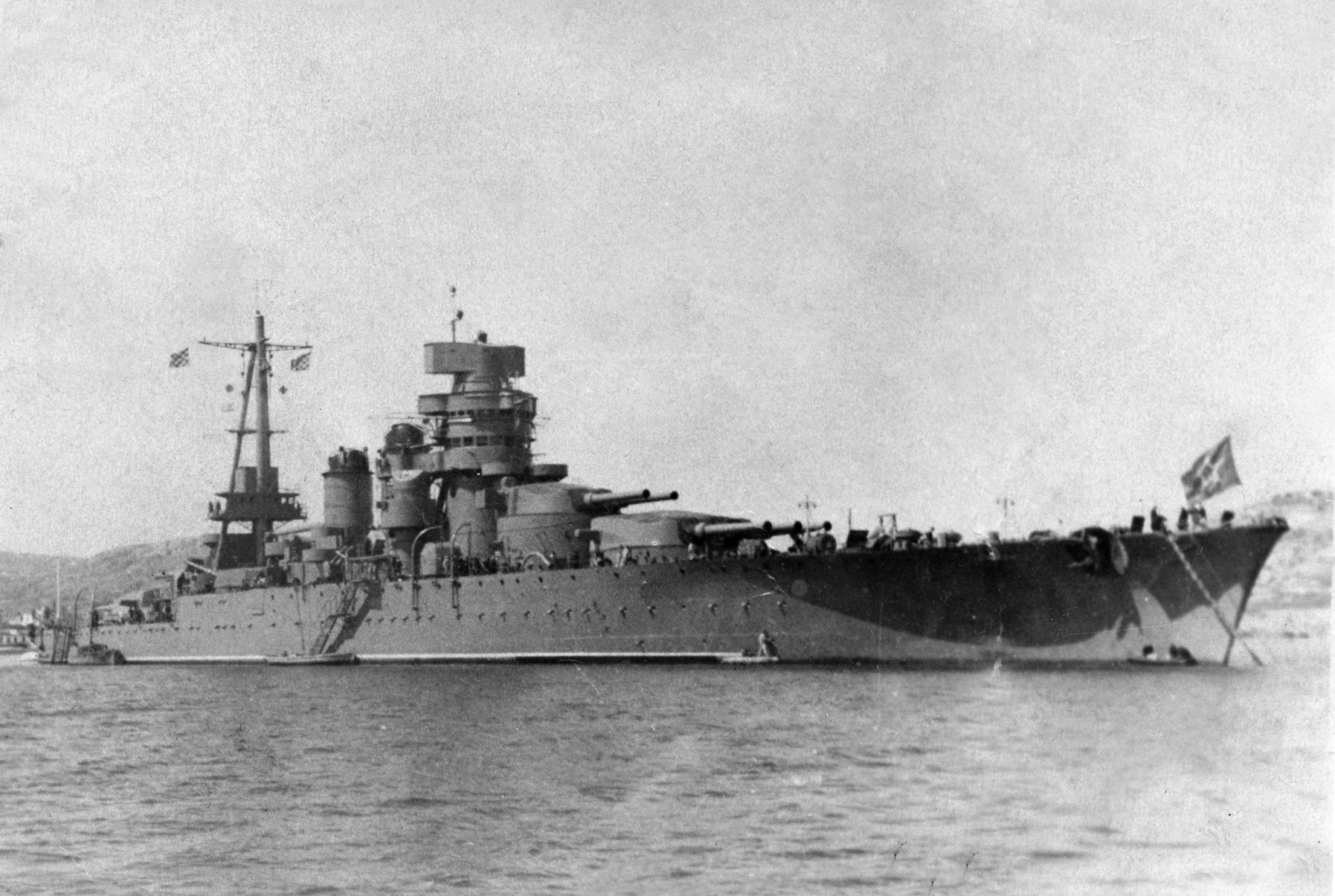
O Novorossiysk c. 1950

O Giulio Cesare participou da Batalha do Cabo Spartivento em 27 de novembro de 1940, porém não conseguiu chegar perto o bastante dos navios britânicos para disparar contra eles. Foi danificado em janeiro de 1941 por um quase acerto durante um ataque aéreo contra Nápoles; reparos foram completados em fevereiro. O navio participou da Primeira Batalha de Sirte em 17 de dezembro de 1941, proporcionando cobertura distante para um comboio para a Líbia, mas novamente não conseguiu atacar os inimigos. O Giulio Cesare foi reduzido para um navio de treinamento em Tarento e Pola no início de 1942. Ele foi para Malta depois da rendição italiana em 1943. O couraçado foi atacado pelo submarino alemão U-596 no Golfo de Tarento em março de 1944, porém não foi danificado.
O couraçado foi entregue para a União Soviética em 1949 como reparação de guerra e renomeado para Novorossiysk. Foi usado como navio de treinamento e passou por oito reformas. Sua bateria antiaérea foi completamente removida em 1953 e substituída por dezoito canhões de 37 milímetros em montagens duplas e únicas. Os diretórios de controle de disparo foram removidos e radares instalados. Os soviéticos também tinham a intenção de substituir sua bateria principal por seus próprios canhões de 305 milímetros, mas isto nunca ocorreu. O Novorossiysk acabou afundando na noite de 28 para 29 de outubro de 1955 no porto de Sebastopol depois de bater em uma antiga mina naval alemã da guerra. A explosão abriu um buraco de quatro por catorze metros no castelo da proa, na frente da primeira torre de artilharia. A inundação não pode ser controlada e o navio emborcou com 608 marinheiros. A embarcação foi removida do registro naval em 24 de fevereiro de 1956 e reflutuada em 4 de maio de 1957, sendo então desmontado.

### Citações
1. ↑   Giorgerini 1980, pp. 268–270, 272
2. 1 2   Stille 2011, p. 12
3. ↑   Giorgerini 1980, p. 269
4. ↑   Giorgerini 1980, p. 270
5. 1 2   Giorgerini 1980, pp. 270, 272
6. 1 2 3 4   Gardiner & Gray 1985, p. 259
7. ↑   Giorgerini 1980, pp. 268, 272–273
8. ↑   Bargoni & Gay 1972, p. 17
9. 1 2 3   Hore 2005, p. 175
10. ↑   Friedman 2011, p. 234
11. ↑   Giorgerini 1980, pp. 268, 276
12. ↑   Friedman 2011, pp. 233–234
13. ↑   Bargoni & Gay 1972, p. 14
14. 1 2   Campbell 1985, p. 336
15. ↑   Friedman 2011, pp. 240–241
16. ↑   Giorgerini 1980, pp. 268, 276–277
17. ↑   Giorgerini 1980, pp. 270–271
18. 1 2   Giorgerini 1980, p. 272
19. ↑   McLaughlin 2003, p. 421
20. ↑   Giorgerini 1980, pp. 270–272
21. 1 2   Giorgerini 1980, p. 277
22. 1 2 3 4   Whitley 1998, p. 158
23. 1 2 3   Bagnasco & Grossman 1986, p. 64
24. ↑   Bargoni & Gay 1972, p. 18
25. 1 2   Bargoni & Gay 1972, p. 19
26. ↑   Brescia 2012, p. 58
27. ↑   McLaughlin 2003, p. 422
28. ↑   Bagnasco & Grossman 1986, pp. 64–65
29. 1 2   Bagnasco & Grossman 1986, p. 65
30. ↑   McLaughlin 2003, p. 420
31. ↑   Campbell 1985, p. 322
32. ↑   Bargoni & Gay 1972, p. 21
33. 1 2   McLaughlin 2003, pp. 421–422
34. 1 2 3 4 5 6 7 8   Preston 1972, p. 176
35. ↑   Silverstone 1984, pp. 296, 298, 300
36. ↑   Brescia 2012, pp. 58–59
37. ↑   Whitley 1998, pp. 157–158
38. 1 2   Whitley 1998, pp. 158–161
39. ↑   «Bombardment of Corfu». Rockhampton. The Morning Bulletin: 6. 1 de outubro de 1935
40. ↑   O'Hara 2008, pp. 28–35
41. ↑   Whitley 1998, p. 161
42. ↑   Cernuschi & O'Hara 2010, pp. 81–93
43. 1 2   Brescia 2012, p. 59
44. ↑   Whitley 1998, pp. 161–162
45. ↑   Rohwer 2005, pp. 272, 298
46. ↑   McLaughlin 2003, pp. 419, 422–423